# Platylestes heterostylus
Platylestes heterostylus är en trollsländeart som beskrevs av Maurits Anne Lieftinck 1932. Platylestes heterostylus ingår i släktet Platylestes och familjen glansflicksländor. IUCN kategoriserar arten globalt som otillräckligt studerad. Inga underarter finns listade i Catalogue of Life.